# Sekouba Touré
Sekouba Touré – gwinejski piłkarz grający na pozycji napastnika. W swojej karierze grał w reprezentacji Gwinei.

## Kariera reprezentacyjna
W 1980 roku Touré został powołany do reprezentacji Gwinei na Puchar Narodów Afryki 1980. Zagrał w nim w jednym meczu grupowym, z Marokiem (1:1).